# Serial Copy Management System
Serial Copy Management System (SCMS) is een vroege implementatie van een DRM-systeem dat toegepast werd bij digitale audioapparatuur zoals dat, Minidisc, (audio) cd-r en dcc. SCMS is een systeem dat bepaalt of er een digitale kopie van een opname gemaakt kan worden.
SCMS werkt alleen bij digitaal versturen van de audio over bijvoorbeeld een S/PDIF-kabel. Het voorziet in een tweetal bits die met het signaal meegestuurd worden en waarmee aangegeven wordt hoe de apparatuur met het signaal om mag gaan. Toegestane waardes zijn:
| Waarde | Beschrijving                  |
| ------ | ----------------------------- |
| 00     | onbeperkt kopiëren toegestaan |
| 11     | één kopie toegestaan          |
| 10     | geen kopie toegestaan         |

De ondersteunende apparatuur zal bij een digitale opname waarin de "11"-code voorkomt deze automatisch omzetten in de "10"-code, zodat van de kopie niet nog een digitale kopie gemaakt kan worden. Op deze manier is het bijvoorbeeld mogelijk een compact disc digitaal op een minidisc over te zetten, maar deze minidisc is dan niet verder te kopiëren. "Eigen" (analoge) opnames met de minidisc zijn bijvoorbeeld nog wel digitaal te kopiëren, eenmaal of onbeperkt, afhankelijk van hoe de fabrikant SCMS geïmplementeerd heeft of hoe het apparaat ingesteld staat.
SCMS werd ruim 20 jaar toegepast in dat- en minidisc-recorders. Geen van beide apparatuur werd op grote schaal gebruikt, waardoor de omvang van SCMS beperkt bleef.
De beveiliging kon omzeild worden door apparatuur die de code van het copybit in het signaal aanpast naar een "00"-code. Ook professionele apparatuur had de SCMS-beveiliging vaak standaard uitgeschakeld.